# Rockabilly Hall of Fame

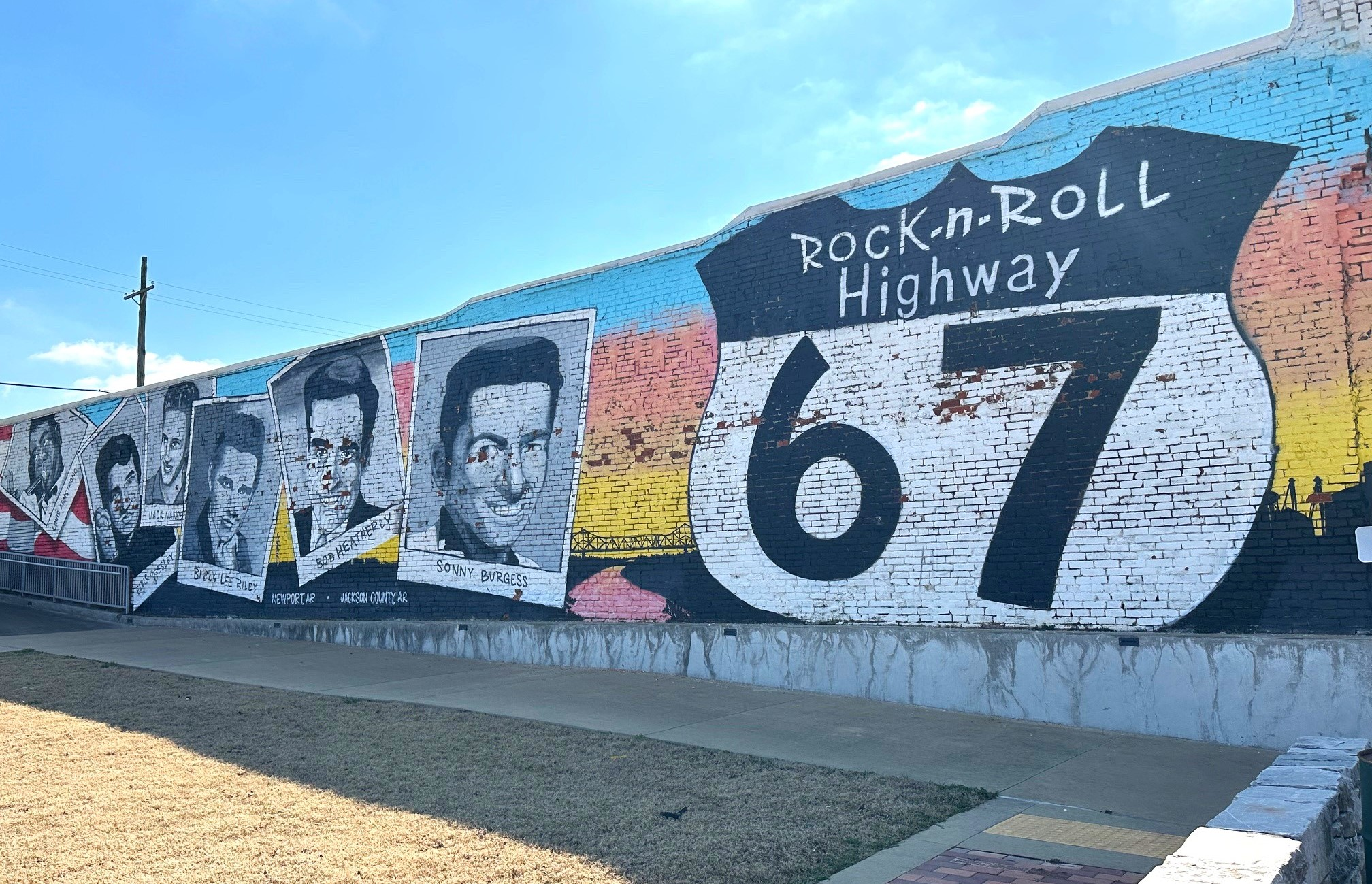
Fresque Rock and Roll Highway

Le Rockabilly Hall of Fame est une institution, un musée et un site web américains destiné à documenter l'histoire du rock 'n' roll de style rockabilly, ainsi qu'à honorer ses membres les plus marquants. Il est créé sur Internet le 21 mars 1997 par Bob Timmers sur le modèle du Country Music Hall of Fame. Son siège est basé à Nashville dans le Tennessee, États-Unis.
Le site recense également quelque 5 000 artistes ayant construit l'histoire du rock 'n' roll et du rockabilly dont environ 400 d'entre eux ont été introduits au Rockabilly Hall of Fame.
Le premier artiste référencé fut Gene Vincent le 16 novembre 1997. Elvis Presley est introduit le 16 août 2007 (mais n'apparait pas dans la liste, bien que mis en avant dans l'introduction de la page).

## Histoire
En 1994, Bob Timmers se rend au Rock 'n' Roll Hall of Fame à Cleveland. Il n'est pas satisfait des noms mis en avant et décide de mettre en ligne une liste de 5000 noms, afin que 'les véritables et moins connus artistes pionniers du rock aient au moins une ligne sur Internet'. En 2000, Timmers déménage du Wisconsin à Burns dans le Tennessee et y crée le bureau du RHOF. Il travaille aux États-Unis avec Joe Wajgel mais il existe deux autres antennes en Europe : l'une au Royaume-Uni avec Rod Pyke et l'autre en Italie avec Marco Di Maggio. 
À la suite des inondations de Nashville (en) en 2010, tous les documents furent perdus : les dates d'introduction exactes n'ont pu être retrouvées.
Il est constitué de deux parties : une première génération reprenant des artistes ayant joué et enregistré des titres jusqu'en 1962 (inclus) et une seconde génération, à partir de 1963.

## Première génération (avant 1962)
| Ordre d'introduction | Artiste/Groupe                                   |
| -------------------- | ------------------------------------------------ |
| #0001                | Gene Vincent                                     |
| #0002                | Dickie "Be-Bop" Harrell                          |
| #0003                | Cliff Gallup                                     |
| #0004                | Jack Neal                                        |
| #0005                | Willie Williams                                  |
| #0006                | Paul Peek                                        |
| #0007                | Johnny Meeks                                     |
| #0008                | Tommy Facenda                                    |
| #0009                | Sheriff Tex Davis                                |
| #0010                | Jerry Lee Merritt                                |
| #0011                | Marshall Lytle                                   |
| #0012                | Dick Richards                                    |
| #0013                | Franny Beecher                                   |
| #0014                | Johnny Grande                                    |
| #0015                | Joey Ambrose                                     |
| #0016                | Rudy Grayzell                                    |
| #0017                | Ronny Weiser                                     |
| #0018                | Jerry Lee Lewis                                  |
| #0019                | Billy Lee Riley                                  |
| #0020                | Glen Glenn                                       |
| #0021                | Mac Curtis                                       |
| #0022                | Paul Burlison                                    |
| #0023                | Billy Swan                                       |
| #0024                | Narvel Felts                                     |
| #0025                | Sleepy LaBeef                                    |
| #0026                | Jack Scott                                       |
| #0027                | Bobby Wayne                                      |
| #0028                | Ronnie Dawson                                    |
| #0029                | Gene Summers                                     |
| #0030                | Sid King                                         |
| #0031                | Dale Hawkins                                     |
| #0032                | Charlie Gracie                                   |
| #0033                | Ray Smith                                        |
| #0034                | Ronnie Haig                                      |
| #0035                | Buddy Knox                                       |
| #0036                | Don Weise                                        |
| #0037                | Colin Winski                                     |
| #0038                | Sonny West                                       |
| #0039                | Bob Kelly                                        |
| #0040                | Clifton Simmons                                  |
| #0041                | Vernon Taylor                                    |
| #0042                | Jim Oertling                                     |
| #0043                | Lorrie Collins                                   |
| #0044                | Larry Collins                                    |
| #0045                | Hayden Thompson                                  |
| #0046                | Joe Bennett & The Sparkletones                   |
| #0047                | Bobby A. Austin                                  |
| #0048                | Charlie Feathers                                 |
| #0049                | Chuck Owston                                     |
| #0050                | Kay Wheeler                                      |
| #0051                | Bob "The Lumberjack" Beasley                     |
| #0052                | Leon Martin                                      |
| #0053                | Billy Poore                                      |
| #0054                | Bobby Poe                                        |
| #0055                | Alton & Jimmy                                    |
| #0056                | Tommy Allsup                                     |
| #0057                | Dean Mitchell                                    |
| #0058                | Carl Dobkins Jr.                                 |
| #0059                | Bill Mack                                        |
| #0060                | Jerry Starr                                      |
| #0061                | Andy Anderson                                    |
| #0062                | Danny Dollar                                     |
| #0063                | James Myers                                      |
| #0064                | Frank "Andy" Starr                               |
| #0065                | Rusty York                                       |
| #0066                | Sonny Burgess                                    |
| #0067                | Bobby Lowell                                     |
| #0068                | SmokeRing                                        |
| #0069                | Jimmy Akin                                       |
| #0070                | Tom Mathis                                       |
| #0071                | Jimmie Logsdon                                   |
| #0072                | Sanford Clark                                    |
| #0073                | Marvin Rainwater                                 |
| #0074                | Pat Glenn                                        |
| #0075                | Al Casey                                         |
| #0076                | Bo Rose                                          |
| #0077                | Larry Boehmer                                    |
| #0078                | Sean Benjamin                                    |
| #0079                | Larry Donn                                       |
| #0080                | Dennis Hunt                                      |
| #0081                | Linda Gail Lewis                                 |
| #0082                | Bob Moore                                        |
| #0083                | Grady Martin                                     |
| #0084                | Bobby Joe Swilley                                |
| #0085                | Lou Hobbs                                        |
| #0086                | Big Sandy & his Fly-Rite Boys                    |
| #0087                | Jody Reynolds                                    |
| #0088                | Bruce Channel                                    |
| #0089                | Barbara Pittman                                  |
| #0090                | Frankie Ford                                     |
| #0091                | Jumpin' Gene Simmons                             |
| #0092                | James I. Cidlik                                  |
| #0093                | Johnny Olenn                                     |
| #0094                | Billy Adams                                      |
| #0095                | Mike "Pinky" Semrad                              |
| #0096                | Rick Nelson                                      |
| #0097                | Eddie Zack                                       |
| #0098                | Ersel Hickey                                     |
| #0099                | Matt Lucas                                       |
| #0100                | Lou Graham                                       |
| #0101                | Sally Starr                                      |
| #0102                | Chuck Cowan                                      |
| #0103                | Wanda Jackson                                    |
| #0104                | Rodney Lay                                       |
| #0105                | Vernon Sandusky                                  |
| #0106                | Pat Mason                                        |
| #0107                | Donny Lainer                                     |
| #0108                | Red Moore                                        |
| #0109                | Eddie Bond                                       |
| #0110                | Burl Boykin                                      |
| #0111                | Bobby Jo-Jack Killingsworth                      |
| #0112                | Lefty Frizzell                                   |
| #0113                | Tommy Sands                                      |
| #0114                | Carl Perkins                                     |
| #0115                | Johnny Cash                                      |
| #0116                | Dave Robel                                       |
| #0117                | Mack Self                                        |
| #0118                | Johnny Preston                                   |
| #0119                | Bill Watkins                                     |
| #0120                | Rockin' Roary                                    |
| #0121                | Arnold Parker                                    |
| #0122                | Ken Nelson                                       |
| #0123                | Jimmie Ammons                                    |
| #0124                | Tooter Boatman                                   |
| #0125                | Lonnie Mack                                      |
| #0126                | Joe Penny                                        |
| #0127                | Myron Lee                                        |
| #0128                | Pat Cupp                                         |
| #0129                | Eddie Sulik                                      |
| #0130                | Lew Williams                                     |
| #0131                | Glenn Honeycutt                                  |
| #0132                | W.S. "Fluke" Holland                             |
| #0133                | Stan Perkins                                     |
| #0134                | C.W. Gatlin                                      |
| #0135                | Jimmy Evans                                      |
| #0136                | Billy Burnette                                   |
| #0137                | Bill Haley                                       |
| #0138                | D.J. Fontana                                     |
| #0139                | Scotty Moore                                     |
| #0140                | Sam Phillips                                     |
| #0141                | Jerry Phillips                                   |
| #0142                | Danny Ramsey                                     |
| #0143                | Mert Mirley                                      |
| #0144                | Fred Horrell                                     |
| #0145                | Roy Orbison                                      |
| #0146                | Tommy Hammond                                    |
| #0147                | Milt Trenier                                     |
| #0148                | Stan Beaver                                      |
| #0149                | Jackie Gotroe                                    |
| #0150                | Bill Carter                                      |
| #0151                | The Light Crust Doughboys                        |
| #0152                | Garlin Hackney                                   |
| #0153                | Steve Clark                                      |
| #0154                | Ace Cannon                                       |
| #0155                | Robert Morris                                    |
| #0156                | Mack Allen Smith                                 |
| #0157                | Billy Strange                                    |
| #0158                | Jerry Naylor                                     |
| #0159                | Ed Morgan                                        |
| #0160                | Joe Leonard                                      |
| #0161                | Roland Janes                                     |
| #0162                | Jim Akins                                        |
| #0163                | Jimmy Boyer                                      |
| #0164                | Rod Bernard                                      |
| #0165                | Gerry McGee                                      |
| #0166                | Red Robinson                                     |
| #0167                | The Roses                                        |
| #0168                | Leon Bass                                        |
| #0169                | Speedy West                                      |
| #0170                | Sandy Nelson                                     |
| #0171                | Sue Thompson                                     |
| #0172                | Dale Brooks                                      |
| #0173                | Don Pittman                                      |
| #0174                | Wray Hixson                                      |
| #0175                | Janis Martin                                     |
| #0176                | Ronnie Hawkins                                   |
| #0177                | Sonny Deckleman                                  |
| #0178                | J.P. "Big Bopper" Richardson                     |
| #0179                | Kenneth D. Herman                                |
| #0180                | Kenny Gill                                       |
| #0181                | Walter Brown                                     |
| #0182                | Gene Maltais                                     |
| #0183                | The Beaumarks with Ray Hutchinson                |
| #0184                | Jerry Jaye                                       |
| #0185                | Gene Sullivan & Larry Houston / Kingbeats        |
| #0186                | Eldon Rice                                       |
| #0187                | Bo Diddley                                       |
| #0188                | Johnny Powers                                    |
| #0189                | The Bon-Aires                                    |
| #0190                | Alis Lesley                                      |
| #0191                | Bonnie Lou                                       |
| #0192                | Ian B. MacLeod                                   |
| #0193                | Bobby Caraway                                    |
| #0194                | Bobby Sowell                                     |
| #0195                | Bill Flagg                                       |
| #0196                | Roger "Roc" Larue                                |
| #0197                | Joe The Shaker                                   |
| #0198                | Mack Vickery                                     |
| #0199                | Phil Doran (Special, Promoter)                   |
| #0200                | Keith (O'Conner) Murphy                          |
| #0200a               | Jim Aguilar & Frank Aguilar                      |
| #0201                | Alvis Wayne                                      |
| #0202                | Ronnie Self                                      |
| #0203                | Al Runyon                                        |
| #0204                | Sweetie Jones                                    |
| #0205                | Bobby Curtola                                    |
| #0206                | Jo Ann Campbell                                  |
| #0207                | Ron Allers                                       |
| #0208                | Key Brothers (Jerry Lee Key & Larry Carlton Key) |
| #0209                | Lattie Moore                                     |
| #0210                | Billy Garland                                    |
| #0211                | Ray Campi                                        |
| #0212                | Jerry Benty                                      |
| #0213                | Dale Wright                                      |
| #0214                | Jody Gibson                                      |
| #0215                | Ray Harris                                       |
| #0216                | Boyd Bennett                                     |
| #0217                | Tilfer Chastain                                  |
| #0218                | Don Deal                                         |
| #0219                | Ernie Chaffin                                    |
| #0220                | Richard Ray                                      |
| #0221                | Gus Backus                                       |
| #0222                | Virgil "Sonny" Rowland / Rockin' R's             |
| #0223                | Curtis Hobock                                    |
| #0224                | Bucky Barrett                                    |
| #0225                | Bill Morrison                                    |
| #0226                | Emery Blades                                     |
| #0227                | Ed Burks                                         |
| #0228                | Bobby Helms                                      |
| #0229                | James Burton                                     |
| #0230                | Luther Perkins                                   |
| #0231                | Chuck Bene'                                      |
| #0233                | Laura Lee Perkins                                |
| #0233B               | Weyman Parham                                    |
| #0234                | Melvin Blake                                     |
| #0235                | Joe Clay                                         |
| #0236                | Jimmie Rodgers                                   |
| #0237                | Donnie Brooks                                    |
| #0238                | Curley Money                                     |
| #0239                | Buzz Cason                                       |
| #0240                | Danny Cedrone                                    |
| #0241                | The Cavaliers                                    |
| #0242                | Tillman Franks                                   |
| #0243                | Major Pruitt                                     |
| #0244                | Jim Pierce                                       |
| #0245                | Jerry Cole                                       |
| #0246                | Tommy Overstreet                                 |
| #0247                | Betty Barnes                                     |
| #0248                | Curley Langley                                   |
| #0249                | Merv Benton                                      |
| #0250                | Carl Mann                                        |
| #0251                | Wildcat Pete                                     |
| #0252                | Art Adams                                        |
| #0253                | Joey Welz                                        |
| #0254                | John D. LeVan                                    |
| #0255                | Rockin' John Henry                               |
| #0256                | Jimmy Spellman                                   |
| #0257                | Johnny Earl                                      |
| #0258                | Bob Busso                                        |
| #0259                | Beverly Dick                                     |
| #0260                | Bobby Cash                                       |
| #0261                | Grant Grieves                                    |
| #0262                | Ed Bentley                                       |
| #0263                | Arkie Bittle                                     |
| #0264                | Blackwell Twins, Milburn and Wilburn             |
| #0265                | Clarence "Frogman" Henry                         |
| #0266                | Wille Jacobs and The Strikes                     |
| #0267                | Al Vance                                         |
| #0268                | Ty Bracken                                       |
| #0269                | Bob Luman                                        |
| #0270                | Mayf Nutter                                      |
| #0271                | Buck Owens                                       |
| #0272                | Jimmy Lee Fautheree                              |
| #0273                | Bob Williams                                     |
| #0274                | Danny Mote                                       |
| #0275                | Ronnie Sando                                     |
| #0276                | Darrell Speck                                    |
| #0277                | Buddy Sharpe                                     |
| #0278                | The Tracey Twins                                 |
| #0279                | Dave Rich                                        |
| #0280                | Kenny Parchman                                   |
| #0281                | Albert Herda                                     |
| #0282                | Wayne Newman                                     |
| #0283                | Lyle Collins                                     |
| #0284                | Johnny Jay                                       |
| #0285                | Melsin Endsley                                   |
| #0286                | Dave Somerville                                  |
| #0287                | George Hamilton IV                               |
| #0288                | Ed / Loretta Doles                               |
| #0289                | Bobby Lawson                                     |
| #0290                | Bobby Rambo                                      |
| #0291                | Emil Spak                                        |
| #0292                | Jimmy C. Newman                                  |
| #0293                | Jim Arp                                          |
| #0294                | The Excels                                       |
| #0295                | Jay Chevalier                                    |
| #0296                | Tam Duffill                                      |
| #0297                | Jerry Byers                                      |
| #0298                | Wally Deane                                      |
| #0299                | Wally Willette                                   |
| #0300                | Fred Countryman                                  |
| #0301                | James Kirkland Bass                              |
| #0302                | Don "Bob" Johnson                                |
| #0303                | The Nationals                                    |
| #0304                | Hasil Adkins                                     |
| #0305                | Larry Kinser                                     |
| #0306                | Jimmy Griggs                                     |
| #0307                | Lou Picardi                                      |
| #0308                | Mary Nettles                                     |
| #0309                | Sonny Martin                                     |
| #0310                | Chan Romero                                      |
| #0311                | Charline Arthur                                  |
| #0312                | Avon and the Rave-ons                            |
| #0313                | Horace Logan                                     |
| #0314                | Ritchie Valens                                   |
| #0315                | Alan Clark                                       |
| #0316                | Billy Wayne                                      |
| #0317                | Jimmy Dee                                        |
| #0318                | Hollis Champion (Elmer Fudpucker)                |
| #0319                | Tommy Riddle                                     |
| #0320                | Roy Head & The Traits                            |
| #0321                | Tommy Tomlinson                                  |
| #0322                | James Kirkland Guitar                            |
| #0323                | Bill Bowen                                       |
| #0324                | Bernie Early                                     |
| #0325                | Butch Lester                                     |
| #0326                | Al Hendrix                                       |
| #0327                | Stanley Walker                                   |
| #0328                | Glenn Barber                                     |
| #0329                | Dick Penner                                      |
| #0330                | The Stewart Brothers                             |
| #0331                | Joe W. Jackson                                   |
| #0332                | Orangie Ray Hubbard                              |
| #0333                | Carlo and the Cupids                             |
| #0334                | Ronnie Demarino                                  |
| #0335                | The Vi-Kings                                     |
| #0336                | Larry Manuel                                     |
| #0337                | Bob Wootton                                      |
| #0338                | Leon Berman                                      |
| #0339                | Jack Rhodes                                      |
| #0340                | Hal (Holiday) Schneider                          |
| #0341                | Joyce Harris                                     |
| #0342                | Robert A. Irvine                                 |
| #0343                | Bobby Lollar                                     |
| #0344                | Charles Blackwell                                |
| #0345                | Alvie Self                                       |
| #0346                | Billy Harlan                                     |
| #0347                | Betty Nickell                                    |
| #0348                | Jerry Hammon                                     |
| #0349                | Bill Beach                                       |
| #0350                | Vic Holveck                                      |
| #0351                | Margaret Lewis                                   |
| #0352                | Junior Gravley and The Rock-A-Tones              |
| #0353                | Larry and Dixie Davis                            |
| #0354                | Tommy Pleasant                                   |
| #0355                | Ron Berry                                        |
| #0356                | Glenn Cass                                       |
| #0357                | Hoyt Scoggins                                    |
| #0358                | Les Vogt                                         |
| #0359                | Gene Rambo                                       |
| #0360                | Troy "Skeet" Seaton                              |
| #0361                | Ron Hargrave                                     |
| #0362                | Jimmy Luke                                       |
| #0363                | Jim Minor                                        |
| #0364                | Jerry Williams & the Rockets                     |
| #0365                | B. Jeff Stone                                    |
| #0366                | James Lott                                       |
| #0367                | Werly Fairburn                                   |
| #0368                | Tibby Edwards                                    |
| #0369                | James VanEaton                                   |
| #0370                | Pete Waller                                      |
| #0371                | Billy Weir                                       |
| #0372                | Jack Bradshaw                                    |
| #0373                | Dave Shriver                                     |
| #0374                | Clyde Watson                                     |
| #0375                | Roger Benham                                     |
| #0376                | Eddie Edwards                                    |
| #0377                | Larry Palmiter                                   |
| #0378                | Leon Smith                                       |
| #0379                | Jamie Isonhood                                   |
| #0380                | Jackie Gotroe                                    |
| #0381                | Eddy (M) Melanson                                |
| #0382                | Bill Yates                                       |
| #0383                | Claude King                                      |
| #0384                | Sammy Masters                                    |
| #0385                | Johnny Seli                                      |
| #0386                | Gilruth Johnson                                  |
| #0387                | Jimmy Gray                                       |
| #0388                | George Scaife                                    |
| #0389                | Mike Page                                        |
| #0390                | ÊG. W. Suddath                                   |
| #0391                | Jim Teachenor                                    |
| #0392                | Lee Cole                                         |
| #0394                | James "Bubba" Ford                               |
| #0395                | Howie Stang                                      |
| #0396                | James Wilson                                     |
| #0397                | Morris "Tarp" Tarrant                            |
| #0398                | The Lonesome Drifter Thomas Johnson              |
| #0399                | Bud Bays                                         |
| #0400                | Bobby Vee                                        |
| #0401                | Maylon Humphries                                 |
| #0402                | Dave Cimino                                      |
| #0403                | Marty Willis                                     |
| #0404                | Johnny Bernero                                   |
| #0405                | Pete Ash                                         |
| #0406                | Craig W. Reemes                                  |
| #0407                | P.J. Proby (sous le nom Jett Powers)             |
| #0408                | Wesley Beavers                                   |
| #0409                | Carl Miller                                      |
| #0410                | Calvin Boles                                     |
| #0411                | Johnny Burnette                                  |
| #0412                | Dorsey Burnette                                  |
| #0413                | Johnny Horton                                    |
| #0414                | Eddie Cochran                                    |
| #0415                | Marty Robbins                                    |
| #0416                | Chuck Berry                                      |
| #0417                | Marshall Grant                                   |
| #0418                | Billy The Kid Emerson                            |
| #0419                | Link Wray                                        |
| #0420                | Eddie Cash                                       |
| #0421                | Delbert "Dell Mack" McKinnon                     |
| #0422                | Dale Sellers                                     |
| #0423                | Bobby Davis                                      |
| #0424                | Ricky Roy                                        |

## Seconde génération (après 1962)
La seconde génération contient des artistes, historiens et auteurs ayant contribué au style rockabilly depuis 1963.
| Artiste/Groupe                     |
| ---------------------------------- |
| Ben Adler                          |
| Eddie Angel                        |
| Dominique "Imperial" Anglares      |
| Dave Alvin                         |
| Billy Bacon                        |
| The Barnshakers                    |
| Bucky Barrett                      |
| Jack Baymore                       |
| Belmont Playboys                   |
| Big Bopper Jr.                     |
| Big Sandy                          |
| Big Six                            |
| Blasters                           |
| Blue Moon Boys                     |
| Boz Boorer                         |
| BR549                              |
| Marc Bristol                       |
| Marti Brom                         |
| Ken Burke                          |
| Billy Burnette                     |
| Rocky Burnette                     |
| Cadillac Angels                    |
| Rip Carson                         |
| Casey Sisters                      |
| Jerry Cavanaugh                    |
| Cave Catt Sammy                    |
| Chris Casello                      |
| Eugene Chrysler                    |
| Alan Clark                         |
| Crazy Cavan and the Rhythm Rockers |
| Nick Curran                        |
| Phil Davies                        |
| Jimmy Davis                        |
| The Dempseys                       |
| Levi Dexter                        |
| Deke Dickerson                     |
| Marco Di Maggio                    |
| Al Dual                            |
| Dave Edmunds                       |
| Bubba Feathers                     |
| Graham Fenton & Matchbox           |
| Rosie Flores                       |
| Phil Friendly                      |
| Danny Gatton                       |
| Go Cat Go                          |
| Robert Gordon                      |
| Terry Gordon                       |
| Billy Hancock                      |
| Harry Hepcat                       |
| Darrel Higham                      |
| High Noon                          |
| Hillbilly Hellcats                 |
| Becky Hobbs                        |
| Sheree Homer                       |
| The Horton Brothers                |
| Hot Rod Trio                       |
| Ike & The Capers                   |
| James Intveld                      |
| The Jets                           |
| Quentin Jones                      |
| Bill Kirchen                       |
| Barry Klein                        |
| Josie Kreuzer                      |
| Kim Lenz                           |
| John Lewis                         |
| David Loehr                        |
| Billy London                       |
| Los Straitjackets                  |
| Luster Kings                       |
| Shaun Mather                       |
| May Imelda                         |
| Larry Merritt                      |
| Gunnar Nelson                      |
| Matthew Nelson                     |
| Bob Newscaster                     |
| Number 9                           |
| Paladins                           |
| Lisa Pancratz                      |
| Stan Perkins                       |
| Slim Jim Phantom                   |
| Knox Phillips                      |
| Jerry Phillips                     |
| The Polecats                       |
| Rod Pyke                           |
| The Ranch Girls                    |
| Rev Horton Heat                    |
| The Rimshots                       |
| Brandy Roberts                     |
| Bob E. Rock                        |
| Lee Rocker                         |
| Phil Rocker                        |
| Dave Roe                           |
| The Rockats                        |
| Ted Rubinowitz                     |
| Skeet Seaton                       |
| Roman Self                         |
| Brian Setzer                       |
| Russell Scott & Red Hots           |
| Shakin' Stevens                    |
| The Shackshakers                   |
| Stray Cats                         |
| The Stumbleweeds                   |
| Those Legendary Shackshakers       |
| Toini & The Tomcats                |
| Jesse Al Tuscan                    |
| Twistin' Tarantulas                |
| Johnny Vallis                      |
| Robby Vee                          |
| The Vees                           |
| Geraint Watkins                    |
| Tony Wilkinson                     |
| Wildfire Willie                    |
| Nick Willett                       |
| Jason D. Williams                  |
| Billy Zoom                         |